# Patrick Staub
Patrick Staub (Saanen, 5 giugno 1967) è un ex sciatore alpino svizzero, vincitore della Coppa Europa nel 1994.

## Biografia
Specialista delle prove tecniche originario di Gstaad di Saanen, Staub debuttò in campo internazionale in occasione dei Mondiali juniores di Jasná 1985 e in Coppa Europa nella stagione 1987-1988 si classificò al 3º posto nella classifica dello slalom speciale. Iniziò a ottenere risultati di rilievo in Coppa del Mondo durante la stagione 1988-1989, con i primi piazzamenti a punti (per la prima volta il 15 gennaio nello slalom speciale della Ganslern di Kitzbühel, 12º). Convocato nella stessa stagione ai Mondiali di Vail, si classificò 12º nello slalom gigante, 10º nello slalom speciale e 6º nella combinata.
Il 13 gennaio 1992 ottenne nello slalom speciale disputato sulla Gudiberg di Garmisch-Partenkirchen il suo miglior piazzamento di carriera in Coppa del Mondo, il 4º posto; in seguito partecipò ai suoi primi Giochi olimpici invernali, Albertville 1992, nei quali si piazzò 4º nello slalom speciale vinto dal norvegese Finn Christian Jagge. Il 22 marzo successivo a Crans-Montana e il 15 dicembre dello stesso anno a Madonna di Campiglio replicò il suo miglior piazzamento in Coppa del Mondo, sempre in slalom speciale.
Ai Mondiali di Morioka 1993, sua ultima presenza iridata, giunse 10º nella gara di slalom speciale; nella stessa stagione in Coppa Europa vinse la classifica della specialità, mentre l'anno dopo ai XVII Giochi olimpici invernali di Lillehammer 1994, sua ultima presenza olimpica, nella medesima specialità arrivò 9º. Sempre nel 1994 si aggiudicò la vittoria nella classifica generale di Coppa Europa e bissò anche quella nella classifica di slalom speciale. Disputò la sua ultima gara in Coppa del Mondo il 10 febbraio 1996 a Hinterstoder in slalom gigante, senza classificarsi, e si congedò dal Circo bianco il 31 marzo successivo disputando uno slalom speciale valido come gara FIS a Morgins.

## Palmarès

### Coppa del Mondo
- Miglior piazzamento in classifica generale: 26º nel 1992

### Coppa Europa
- Vincitore della Coppa Europa nel 1994
- Vincitore della classifica di slalom speciale nel 1993 e nel 1994

### Campionati svizzeri
- 6 medaglie (dati parziali fino alla stagione 1994-1995)[1]:
  - 3 ori (combinata[senza fonte] nel 1988; slalom speciale[senza fonte] nel 1989; combinata[senza fonte] nel 1992)
  - 3 argenti (slalom gigante, slalom speciale nel 1995; slalom speciale nel 1996)